# Margrete Auken
Margrete Gunnarsdatter Auken, född 6 januari 1945 i Århus, är en dansk politiker (Socialistisk Folkeparti) och präst. Hon är syster till den socialdemokratiske politikern Svend Auken. Hon var ledamot av Folketinget 1979-1990 och 1994-2004. Från 2004 är hon ledamot av Europaparlamentet.
Då hon invalts i Europaparlamentet beslöt hon att ansluta sig till Gruppen De gröna/Europeiska fria alliansen, istället för Gruppen Europeiska enade vänstern/Nordisk grön vänster, som Socialistisk Folkeparti beslutat att deras representanter skulle tillhöra.
I Europaparlamentet är Auken vice ordförande för delegationen för förbindelserna med Palestina. Hon är dessutom ledamot i utskottet för miljö, folkhälsa och livsmedelssäkerhet och utskottet för framställningar samt suppleant i underutskottet för folkhälsa och delegationen till den parlamentariska församlingen för unionen för Medelhavsområdet.